# 1976年入境法令 (加拿大)
1976年入境法令（英語：Immigration Act, 1976）是加拿大的一項法律。1976年当时的加拿大总理皮埃尔·特鲁多提出了一部新的移民法案。这部法案主要关注哪些人可以移民加拿大而不是什么不应该。这部法案在1978年与新的移民条例一起生效。法案赋予了各省更大的权力可以设立自己的移民法以及在更广泛的条款中定义"禁止的阶级"。那些会成为社会福利或是医疗服务系统负担的人士将被拒绝入境，而不只是泛泛的给出某一种人，例如同性恋残障人士等等；同时新设立了四种允许移民加拿大的类别，分别是难民，家庭团聚，家庭成员以外之亲密亲属移民和独立移民。独立移民必须参与打分系统，其他类别只要能通过基本的犯罪记录、安全以及健康检查则非必要参与这个打分。这个法案也针对驱逐设立较轻的犯罪或医疗处罚。在这之前驱逐出境就意味着移民终身都被拒绝进入加拿大，而在1978年以后如果此人的驱逐原因不是很严重的话则政府会发出12个月的禁止入境令和一份驱逐告示。
2002年，新的《入境及難民保護法令》颁布执行，取代了该法律的效力。